# 1980년 런던 영화 비평가 협회상
제1회 런던 영화 비평가 협회상의 시상식에 관한 내용이다.

## 수상 및 후보

### 작품상
- 지옥의 묵시록 - 프란시스 포드 코폴라 수상

### 외국어영화상
- 마리아 브라운의 결혼 - 라이너 베르너 파스빈더 수상

### 감독상
- 배드 타이밍 - 니콜라스 로에그 수상

### 작가상
- 브레이킹 어웨이 - 스티브 테시크 수상